# Orange Blood
Orange Blood – piąty minialbum południowokoreańskiej grupy Enhypen, wydany 17 listopada 2023 roku przez wytwórnię Belift Lab. Płytę promował singiel „Sweet Venom”.

## Lista utworów
| Nr      | Tytuł utworu                      | Tekst | Producent                     | Długość |
| ------- | --------------------------------- | --- | ----------------------------- | ------- |
| 1.      | „Mortal”                          | BreadBeat, Cashcow, Hybe, Wonderkid, Kim Tan                                                                                     | Wonderkid, BreadBeat, Cashcow | 3:47    |
| 2.      | „Sweet Venom”                     | Slow Rabbit, Riley McDonough, Connor McDonough, Madison Love, "Hitman" Bang, Wonderkid, Lee Yi-jin, Jay                          | Slow Rabbit, C. McDonough     | 2:28    |
| 3.      | „Still Monster”                   | Pdogg, Ghstloop, Blvsh, Chris James, Bang, Kim Jae-won (Jam Factory), Bang Hye-hyun (Jam Factory), Jo Mi-yang                    | Pdogg, Ghstloop               | 3:06    |
| 4.      | „Blind”                           | Davey Nate, Gen Neo, Leonalion, Kim J., Bang, Baek Geum-min (Jam Factory), Jung Mul-hwa (Jam Factory), Daon (MUMW)               | Gen Neo                       | 3:18    |
| 5.      | „Orange Flower (You Complete Me)” | Marc Raymond Ernest Sibley, Nathan Cunningham, Ryan Curtis, Magsy, Ryan Jhun, Lee, Bang, Stevie Aiello, Jeon Ji-eun, Lee Seu-ran | Space Primates                | 3:00    |
| 6.      | „Sweet Venom (English Ver.)”      | Slow Rabbit, R. McDonough, C. McDonough, Love, Wonderkid                                                                         | Slow Rabbit, C. McDonough     | 2:28    |
| Łącznie | Łącznie                           | Łącznie | Łącznie                       | 16:07   |